# Ndola
Ndola är en stad i centrala Zambia. Den är landets tredje största stad och huvudort i provinsen Copperbelt, som har betydande koppargruvor. Invånarantalet var 627 503 personer 2022. Staden ligger 10 kilometer från gränsen till Kongo-Kinshasa. 
År 1961 havererade det flygplan som skulle föra FN:s generalsekreterare Dag Hammarskjöld till ett möte med Katangas ledare Moise Tshombe. 15 personer omkom jämte generalsekreteraren. Vid kraschtillfället var Zambia den brittiska kolonin Nordrhodesia.